# MFNG
MFNG (англ. MFNG O-fucosylpeptide 3-beta-N-acetylglucosaminyltransferase) – білок, який кодується однойменним геном, розташованим у людей на короткому плечі 22-ї хромосоми. Довжина поліпептидного ланцюга білка становить 321 амінокислот, а молекулярна маса — 36 202.
| 10         |  | 20         |  | 30         |  | 40         |  | 50         |
| ---------- |  | ---------- |  | ---------- |  | ---------- |  | ---------- |
| MQCRLPRGLA |  | GALLTLLCMG |  | LLCLRYHLNL |  | SPQRVQGTPE |  | LSQPNPGPPK |
| LQLHDVFIAV |  | KTTRAFHRLR |  | LELLLDTWVS |  | RTREQTFVFT |  | DSPDKGLQER |
| LGSHLVVTNC |  | SAEHSHPALS |  | CKMAAEFDTF |  | LASGLRWFCH |  | VDDDNYVNPR |
| ALLQLLRAFP |  | LARDVYVGRP |  | SLNRPIHASE |  | PQPHNRTRLV |  | QFWFATGGAG |
| FCINRKLALK |  | MAPWASGSRF |  | MDTSALIRLP |  | DDCTMGYIIE |  | CKLGGRLQPS |
| PLFHSHLETL |  | QLLRTAQLPE |  | QVTLSYGVFE |  | GKLNVIKLQG |  | PFSPEEDPSR |
| FRSLHCLLYP |  | DTPWCPQLGA |  | R          |  |            |  |            |

A: Аланін

C: Цистеїн

D: Аспарагінова кислота

E: Глутамінова кислота

F: Фенілаланін

G: Гліцин

H: Гістидин

I: Ізолейцин

K: Лізин

L: Лейцин

M: Метіонін

N: Аспарагін

P: Пролін

Q: Глутамін

R: Аргінін

S: Серин

T: Треонін

V: Валін

W: Триптофан

Кодований геном білок за функціями належить до трансфераз, глікозилтрансфераз, білків розвитку. 
Задіяний у такому біологічному процесі, як альтернативний сплайсинг. 
Білок має сайт для зв'язування з іонами металів, іоном марганцю. 
Локалізований у мембрані, апараті гольджі.